# Unison Tour
A Unison Tour Céline Dion kanadai énekesnő harmadik koncertkörútja volt, mely a Unison című albumának népszerűsítésére zajlott 1990. október 10. és 1991. október 9. között. Az énekesnő a körút során 75 koncertet adott Kanada városaiban.

## Háttér
A turné három szakaszból állt. Az első szakasz Québec tartományban zajlott, 1990 októberében indult Drummondvilleben, és 1990. december 6-án fejeződött be Québec városában. Az első szakasz során, 1990. október 13-án történt meg második alkalommal, hogy az énekesnő elveszítette hangját (az első az Incognito tournée idején történt). Gégegyulladása miatt Dion következő három montreali koncertjét (október 16-18) el kellett halasztania.
1990. december 20-án jelentették be, hogy a turnéban két hónapos szünetet tartanak, mert az énekesnő még nem gyógyult meg. A Québec, Sherbrooke, Ottawa és Trois Rivieres városaiban tartandó januári-februári koncerteket áthelyezték tavaszra.
A második szakasz Kanada angol nyelvterületein folyt 1991. február és április között.
A harmadik szakaszban május 19. és október 9. között 25 városban 37 koncertet adott az énekesnő. A québeci rész 1991. augusztus 31-én fejeződött be Québec városában.

## Dalok
1. Love by Another Name
2. If Love Is Out the Question
3. Have a Heart
4. Délivre-moi
5. D'abord, c'est quoi l'amour?
6. I Feel Too Much
7. Hello Mégo
8. Can't Live with You, Can't Live Without You
9. Calling You
10. (If There Was) Any Other Way
11. The Last to Know
12. Unison
13. Where Does My Heart Beat Now

## Közreműködők

### Alkotók
- Menedzsment: René Angélil, Feeling Productions Inc.
- turnészervező: Suzanne Gingue
- világítás design: Yves Aucoin
- világítási vezető: Eric Lapointe
- Intellabeam technika: Steve Baird
- világítás technika: Adrian Pascau
- hang: Yves Savoies
- kijelzők: Charles Ethier
- Band Gear: Jean-François Dubois

### Zenészek
- billentyű, ének, gitár: Claude "Mégo" Lemay
- dob: Peter Barbeau
- bőgő: Sylvain Bolduc
- billentyű: Yves Frulla
- gitár: Pierre Gauthier